# Columella nymphaepratensis
Columella nymphaepratensis ist eine Landschneckenart aus der Familie der Windelschnecken (Vertinigidae); die Familie gehört in die Unterordnung der Landlungenschnecken (Stylommatophora). Die Art ist bisher nur von einigen wenigen Lokalitäten in Kaschmir bekannt.

## Merkmale
Das rechtsgewundene, zylinderförmige Gehäuse wird 2,1 bis 3,1 mm hoch und 1,1 bis 1,3 mm breit. Der Höhen-/Breiten-Index beträgt bis zu 2,62 (beim Holotyp 2,6). Die adulten Gehäuse haben 6,0 bis 7,6 Windungen (im Durchschnitt 6.8, Holotyp = 6,8). Exemplare mit weniger als sechs Windungen sind noch nicht geschlechtsreif. Die Windungen sind an der Peripherie relativ flach, die Naht entsprechend seicht. Der Apex ist gerundet. Die letzte Windung ist bei den meisten Exemplaren nicht, bei einigen wenigen Exemplare nur wenig erweitert. In der Seitenansicht ist der Mündungsrand fast gerade, also steigt nicht an oder fällt nicht ab. Die Mündung ist eiförmig, bei erwachsenen Tieren ist die Breite immer größer als die Höhe. Die Schale ist relativ dünn, hell bräunlich gefärbt und halb durchscheinend. Die Oberfläche weist nicht sehr deutliche, sehr feine, und etwas unregelmäßige Spiralstreifen auf. Der vergleichsweise große Nabel ist offen und im Umriss rundlich.
Im zwittrigen Geschlechtsapparat sind häufig die männlichen Ausführgänge reduziert (aphallisch, vier von fünf untersuchten Exemplaren). Die Gonaden sind zweifächrig mit kurzen Ausführgängen. Die Pigmentflecke oberhalb der Fächer sind getrennt und nicht miteinander verschmolzen. Der obere Fleck ist etwas kleiner als der untere Fleck. Der Samenleiter ist mäßig lang und wenig gewunden. Er mündet apikal in den kurzen Epiphallus, der nach einer schwachen Einschnürung in den Penis übergeht. Der Penis ist vergleichsweise lang und dick. Der Penisretraktor inseriert etwa mittig bezogen auf die Gesamtlänge des Penis. 

### Ähnliche Arten
Columella nymphaepratensis ähnelt durch die zylinderförmige Gehäuseform Columella columella (Martens) und Columella edentula (Draparnaud). Sie unterscheidet sich von der ersteren Art durch die an der Peripherie abgeflachten Windungen und die flache Naht sowie durch die weniger aufgeblähte letzte Windung. Die Schale ist glänzender und scheint mehr durch, und die Streifung ist schwächer. Außerdem ist in Seitenansicht die Mündung fast gerade. Auch Columella edentalus (Draparnaud) und Columella aspera Waldén besitzen stärker gewölbte Windungen und tiefere Nähte. Außerdem ist das Gehäuse der beiden letzteren Arten mehr eiförmig-konisch. Columella asperas ist stärker berippt. Columella intermedia besitzt stärker gewölbte Windungen und tiefere Nähte, eine mehr durchscheinende Schale, Rippen oder regelmäßige Anwachsstreifen und eine etwas stark aufgeblähte letzte Windung. Columella acicularis Almukhambetova hat ein eiförmiges Gehäuse mit ebenfalls stärker gewölbten Windungen und tieferer Naht. Die Mündung ist annähernd quadratisch.

## Geographische Verbreitung und Lebensraum
Die Art ist bisher nur an wenigen Lokalitäten in den Diamir und Skardu-Distrikten der Federally Administered Northern Areas im pakistanischen Teil Kaschmirs gefunden worden. 
Die Tiere kommen dort zwischen 2900 und 3900 Metern über Meereshöhe auf einem Untergrund bestehend aus Granodiorit oder Gneis vor. Sie leben in der Laubstreu und unter Steinen in lichten Birkenwälder oder Gebüschen, auch einem Pinienwald und auf feuchten Wiesen.

## Taxonomie
Die Art wurde 2009 von Jaroslav Hlaváč und Beata Pokryszko erstmals beschrieben. Der Artname leitet sich vom lat. „nymphae“ ab, Geister, von denen man glaubte, dass sie im Meer, Flüssen und Quellen leben, sowie dem lateinischen „pratensis“, gefunden in Wiesen. Typlokalität sind die Fairy Meadows, Rakhiot Gah, Nordseite des Nanga Parbat, 6,5 km südlich des Dorfes Tato, 35°20’N, 74°36’E im Diamir-Distrikt, FANA, Kaschmir, Pakistan. Die Typlokalität liegt im westlichen Teil der Fairy Meadows in 3300 m über Meereshöhe.